# اندرفين
اندرفين (Andervenne) هي بلدية تقع في إيمسلاند  في ولاية سكسونيا السفلى، ألمانيا.